# Justin Whalin
Justin Whalin est un acteur américain, né le 6 septembre 1974 à San Francisco en Californie. Il est connu pour avoir interprété les rôles d’Andy Barclay dans Chucky 3 (Child's Play 3) et de Jimmy Olsen dans la série télévisée Loïs et Clark : Les Nouvelles Aventures de Superman (Lois & Clark: The New Adventures of Superman).

## Biographie

### Jeunesse et formations
Justin Whalin est né le 6 septembre 1974 dans le quartier Sunset District à San Francisco, fils unique de Terry Villanueva, professeur, et de Craig Whalin, expert de bien immobilier. À l’âge de sept ans, ses parents divorcent et tous deux se remarient. Il a un jeune demi-frère Danny Quiros, un beau-frère aîné Michael Galo-Rothman et une belle sœur aînée Michele Dahlberg.
Il étudie au American Conservatory Theater à San Francisco, et il rentre au lycée Lowell High School.

### Carrière
À l’âge de sept ans, Justin Whalin commence sa carrière de comédien dans la pièce de théâtre Le Petit Prince au Victoria Theatre de San Francisco.
Il met un terme à sa carrière en 2009.

### Vie privée
En 2006, Justin Whalin se marie à Reina Flynn. Sans enfant, tous deux divorcent en 2009.

## Filmographie

### Cinéma

#### Courts métrages
- 1999 : Jimmy Zip de Robert McGinley : Billy[4]
- 2003 : Roulette de Tim Day : Bobby

#### Longs métrages
- 1988 : L'inspecteur Harry est la dernière cible (Buddy Van Horn) de Buddy Van Horn : Jason
- 1990 : Denial de Erin Dignam : Jason
- 1991 : Chucky 3 (Child's Play 3) de  Jack Bender : Andy Barclay
- 1994 : Serial Mother (Serial Mom) de John Waters : Scotty Barnhill
- 1994 : Les Aventuriers de la rivière sauvage (White Wolves II: Legend of the Wild) de Terence H. Winkless : Jeff
- 2000 : For the Cause  de David et Tim Douglas : Sutherland
- 2000 : Donjons et Dragons (Dungeons & Dragons ) de Courtney Solomon : Ridley Freeborn
- 2001 : Academy Boyz de Dennis Cooper : Jeffrey Wagner
- 2004 : Slammed de Brian Thomas Jones : Jeff
- 2005 : Le Sang des Vikings (Beauty and the Beast) de David Lister : Eric
- 2009 : Dorm Daze 2 de David et Scott Hillenbrand : Babyfoot (vidéo)
- 2009 : Super Capers de Ray Griggs (en) : Ed Gruberman
- 2009 : The House That Jack Built de Bruce Reisman : le père Joe
- 2009 : Off the Ledge de Brooke Anderson : Hopper Jackson

### Télévision

#### Séries télévisées
- 1988 : Hôpital central (General Hospital) : A.J. Quartermaine (saison 1, épisode 6402)
- 1988 : CBS Summer Playhouse : Johnny (saison 2, épisode 9 : Silent Whisper)
- 1989 : One of the Boys : Nick Lukowski (6 épisodes)
- 1989 : Charles s'en charge (Charles in Charge) : Anthony (6 épisodes)
- 1989 : Mr. Belvedere : Eric (saison 6, épisode 4 : Big)
- 1989 : Les Années coup de cœur (The Wonder Years) : Henchman (saison 2, épisode 12 : Fate)
- 1990 : Les Années coup de cœur (The Wonder Years) : Mark Kovinksy (saison 4, épisode 4 : The Cost of Living)
- 1990 : Petite Fleur (Blossom) : William Zimmerman (saison 1, épisode 0 : Pilot)
- 1991 : Petite Fleur (Blossom) : Jordan Taylor (saison 1, épisode 8 : The Geek)
- 1991 : Petite Fleur (Blossom) : Jimmy (saison 2, épisode 1 : Second Base)
- 1992 : L'Équipée du Poney Express (The Young Riders) : Adrian Dawkins (saison 3, épisode 18 : The Sacrifice)
- 1993 : The Fire Next Time : Paul Morgan (2 épisodes)
- 1993 : CBS Schoolbreak Special : Chaz Havelik (saison 10, épisode 5 : Crosses on the Lawn)
- 1993 : CBS Schoolbreak Special : Will Jurgenson (saison 11, épisode 1 : Other Mothers)
- 1993 : It Had to Be You : David Quinn (6 épisodes)
- 1994-1997 : Loïs et Clark : Les Nouvelles Aventures de Superman (Lois & Clark: The New Adventures of Superman) : Jimmy Olsen (66 épisodes)
- 1998 : The Wonderful World of Disney : Henrik Koster (saison 1 épisode 28 : Miracle à minuit (Miracle at Midnight)[4]

#### Téléfilms
- 1991 : Parfaite Harmonie (Perfect Harmony) de Will Mackenzie : Taylor Bradshaw
- 1993 : Démence criminelle (Murder of Innocence) de Tom McLoughlin : Phil Andrew
- 1996 : Susie Q (en) de John Blizek : Zach Sands[5]
- 1998 : Miracle à minuit (Miracle at Midnight) de Ken Cameron : Henrik Koster

## Distinctions

### Récompense
- Daytime Emmy Awards 1994 : Meilleur interprète dans une série télévisée pour enfants CBS Schoolbreak Special

### Nominations
- Young Artist Awards 1991 : Meilleur acteur dans une série télévisée diffusée en journée Santa Barbara
- Young Artist Awards 1992 :
  - Meilleur acteur dans une série télévisée Petite Fleur (Blossom)
  - Meilleur acteur dans un téléfilm Parfaite Harmonie (Perfect Harmony)
- Academy of Science Fiction, Fantasy and Horror Films 1992 : Saturn Award du meilleur jeune acteur dans Chucky 3 (Child's Play 3)
- NCLR Bravo Awards 1996 : Meilleur acteur dans une série télévisée Loïs et Clark : Les Nouvelles Aventures de Superman (Lois & Clark: The New Adventures of Superman)